# Stehekin
La ville de Stehekin est une zone non incorporée dans le comté de Chelan, dans l'État de Washington (États-Unis).